# Norðvesturkjördæmi

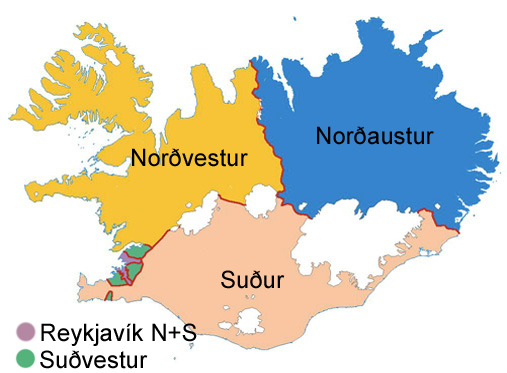
Karta på Island med de sex valkretsarna markerade. Huvudstaden Reykjavik är delad i norr och söder.

Norðvesturkjördæmi är en av Islands sex valkretsar. Valkretsen, som har åtta platser i det isländska alltinget, omfattar nordvästra delen av Island. Från och med valen 2025 kommer antalet platser att vara endast sju.

## Politiker i Alltinget
| Nr | Namn                       | Parti                            |
| -- | -------------------------- | -------------------------------- |
| 1  | Sturla Böðvarsson          | Sjálfstæðisflokkurinn            |
| 2  | Jóhann Ársælsson           | Samfylkingin                     |
| 3  | Magnús Stefánsson          | Framsóknarflokkurinn             |
| 4  | Einar K. Guðfinnsson       | Sjálfstæðisflokkurinn            |
| 5  | Guðjón A. Kristjánsson     | Frjálslyndi flokkurinn           |
| 6  | Anna Kristín Gunnarsdóttir | Samfylkingin                     |
| 7  | Kristinn H. Gunnarsson     | Framsóknarflokkurinn             |
| 8  | Jón Bjarnason              | Vinstri hreyfingin-grænt framboð |
| 9  | Einar Oddur Kristjánsson   | Sjálfstæðisflokkurinn            |
| 10 | Sigurjón Þórðarson         | Frjálslyndi flokkurinn           |